# Башлай, Наталия Филипповна
Наталья Филипповна Башлай (1915, ныне Полтавская область — ?) — украинская советская деятельница, трактористка Федоровской машинно-тракторной станции и колхоза имени Ленина Опошнянского (Зеньковского) района Полтавской области. Депутат Верховного Совета СССР 5-го созыва.

## Биография
Родилась в 1915 году в крестьянской семье. Образование начальное.
С 1931 года работала в колхозе, затем была трактористкой Федоровской машинно-тракторной станции (МТС) Опошнянского района Полтавской области.
С 1958 года — трактористка колхоза имени Ленина Опошнянского (теперь — Зеньковского) района Полтавской области.
Член КПСС.
Потом — на пенсии в селе Покровское Зеньковского района Полтавской области.

## Награды
- орден Ленина (26.02.1958)
- медали